# デスピナ・オリンピウ
デスピナ・オリンピウ（ギリシア語: Δέσποινα Ολυμπίου Despina Olympiou、発音:[ˈðespina olimpiu]、1975年10月17日 - ）またはデナ・オリンピウは、キプロスの歌手である。

## 出自
キプロスのリマソールにて生まれ育つ。トリニティ音楽院にてピアノと音楽理論を学ぶ。

## 歌手としてのキャリア

### 1992年 - 2001年: キャリア初期
1992年から音楽の世界で活動を始める。後にギリシャのアテネに移り、ヤニス・パリオスと活動を共にする。この他、ハリス・アレクシウ、ミハリス・ハジヤニス、ディミトリス・ミトロパノス、ミミス・プレッサス、パンデリス・サラッシノス、マリオス・トカスなどと共演する。
オリンピウによる「I kounia mas」はゲオルゲ・サリ（George Sarri）のアルバム『Ftaine oi Aponoi Kairoi』に、「Pros rakosillektes kai sinodiporous」は『Emeis oi Ellines』にそれぞれ収録され、また、パンデリス・サラッシノスのアルバム『Ap' tin Tilo os tin Thraki』では4曲にわたって登場する。
初の自己名義のアルバム『Ton Mation sou i Kalimera』には、サラッシノスやマノリ・リダキ（Manoli Lidaki）、ゲラシモス・アンドレアトス（Gerasimos Andreatos）らの手がけた楽曲が収められている。

### 2002年 - 2006年: ユニバーサルミュージックとの契約
2002年、ユニバーサルミュージックと契約する。2003年6月、ミハリス・ハジヤニスの協力を得てシングル「Vale Mousiki」の製作を始めた。ハジヤニスとのデュエット曲「Na 'soun allios」も収録したアルバム『Vale Mousiki』は後にプラチナ・アルバムとなった。翌2004年には同レーベルから2枚目のアルバム『Exoume Logo』が、2005年には3枚目のアルバム『Auto ine Agapi』が発売される。
2007年春に発売されたシングル「Pes to Dinata」はギリシャおよびキプロスで成功をおさめる。同年発売のアルバム『Mazi Xorista』でもミハリス・ハジヤニスらを制作陣に迎え、アルバムはゴールドとなり、2008年には新たに曲を追加した再発盤が発売された。2010年のアルバム『Mia stigmi』も大きな成功を収め、キプロスではゴールドとなる。このアルバムでもミハリス・ハジヤニスを制作陣に迎え、ヒット曲「Pano stin agapi」などが収録されている。
2012年、ステレオ・マイクとの共演曲「Den s' afino apo ta matia mou」を製作し、キプロスおよびギリシャでヒットとなる。この楽曲はハジヤニスのサポートを受けずに製作され、オリンピウにとって新たな一歩となった。
2013年、ユーロビジョン・ソング・コンテスト2013にキプロス代表として出場。

## ディスコグラフィー
- Ton Mation sou i Kalimera（2000年）
- Vale Mousiki（2003年）
- Exoume Logo（2004年）
- Auto ine Agapi（2005年）
- Mazi Xorista（2007年）
- Mia stigmi（2009年）